# Guatteria citriodora
Guatteria citriodora é uma espécie de magnólia .  Foi descrito pela primeira vez por Adolpho Ducke .  Guatteria citriodora pertence ao gênero Guatteria, e família Annonaceae. Não existe esse tipo listado. 